# Styrax pentlandianus
Styrax pentlandianus är en storaxväxtart som beskrevs av Esprit Alexandre Remy. Styrax pentlandianus ingår i släktet Styrax och familjen storaxväxter. Inga underarter finns listade i Catalogue of Life.